# Rezerwat przyrody Klimonty
Rezerwat przyrody Klimonty – rezerwat przyrody położony w miejscowości Klimonty, na terenie gminy Mordy, w powiecie siedleckim, we wschodniej części województwa mazowieckiego. W skład rezerwatu wchodzi  obszar leśny obejmujący powierzchnię 109,20 ha. Główny cel stanowi ochrona i zachowanie kompleksu łęgów i olsów będących ostoją chronionych i zagrożonych gatunków zwierząt i roślin.

## Opis
Rezerwat przyrody Klimonty został utworzony 2 marca 2015 na mocy zarządzenia Regionalnego Dyrektora Ochrony Środowiska w Warszawie z dnia 10
lutego 2015. Rezerwat obejmuje grunty o powierzchni 109,20 ha, których właścicielem jest Skarb Państwa. Administracja terenami podlega Regionalnej Dyrekci Lasów Państwowych w Warszawie, Nadleśnictwo Siedlce. Rezerwat powstał w obrębie funkcjonujących tu dawniej stawów rybnych, przynależnych na przełomie XVIII i XIX w. do  gminy Mordy. W wyniku sekwencji naturalnych zmian składu gatunkowego i struktury biocenoz, stare dna stawowe i ich okolice zarastają, jednymi z najdzikszych i najpiękniejszych, na Mazowszu kompleksami łęgów i olsów. Razem z ekosystemem wodno-błotnym tworzą bogaty i różnorodny układ środowisk, które stały się schronieniem dla wielu rzadkich i chronionych gatunków zwierząt i roślin.  
Elementy szaty roślinnej rezerwatu:
- zarośla wierzb szerokolistnych stanowiące kompleksy przestrzenne wraz z szuwarami turzycowymi i olsami;
- olsy charakterystyczne dla struktury kępkowo-dolinowej – kępy tworzone na karpach drzew porośnięte są gatunkami roślin nietolerujące podtapiania, takie jak konwalijka dwulistna, bodziszek cuchnący, szczawik zajęczy,  dolinki między kępami wypełnione są zazwyczaj wodą;
- grąd subkontynentalny, którego drzewostan tworzą: brzoza brodawkowata i dąb szypułkowy, a także rzadziej występująca lipa drobnolistna oraz klony: jawor i zwyczajny;
- łęg jesionowo-olszowy, w którym drzewostan budują jesion wyniosły i olsza czarna oraz rzadziej występujący wiąz szypułkowy;
- łęg jesionowo-wiązowy z drzewostanem tworzonym przez: olsze czarną, wiąz pospolity, wiąz szypułkowy, brzoza brodawkowata, dąb szypułkowy[6][8].

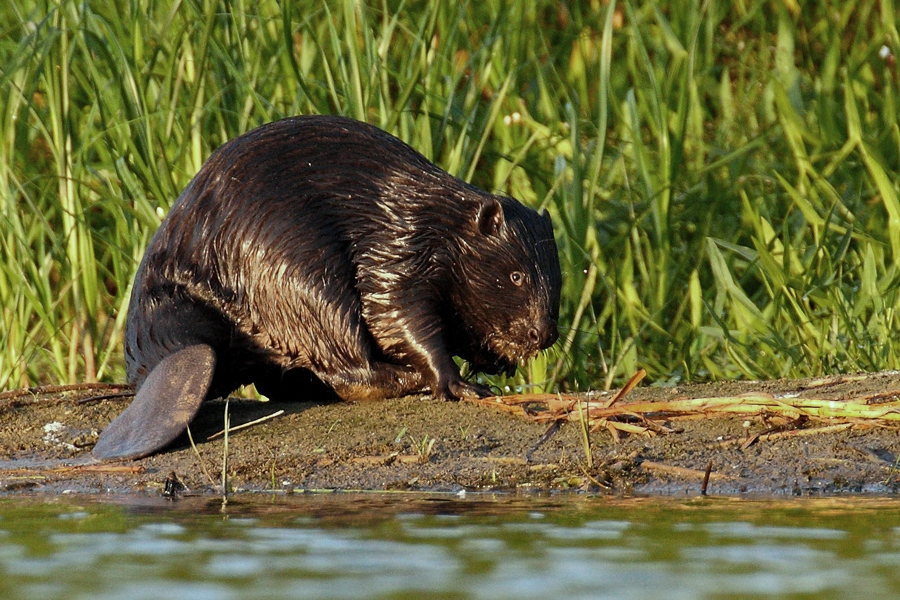
Bóbr europejski

Flora rezerwatu, tworzona przez rośliny naczyniowe, tworzona jest przez 241 gatunki, wśród których są gatunki będące pod ochroną: kukułka Fuchsa, kruszczyk szerokolistny, wawrzynek wilczełyko, listera jajowata, pływacz zwyczajny. W rezerwacie występuje: 63 gatunki ptaków, 24 ssaków, 7 płazów i 3 gadów. 
W rezerwacie przyrody Klimonty znajduje się miejsce rozmnażania i stałego przebywania kumaka nizinnego, w lasach obecne są gatunki lęgowe ptaków – bielik i orlik krzykliwy. Teren rezerwatu jest również ostoją zwierzyny płowej i czarnej, a także bobrów europejskich.